# Marco Coti Zelati
Pour les articles homonymes, voir Coti.
Marco Coti Zelati, (né le 19 août 1975 à Milan, Italie) est le bassiste du groupe de metal gothique Lacuna Coil. Sa basse principale est une Ibanez Prestige SR-3005 à 5 cordes, accordée en BEADG. Zelati fut le petit ami de la chanteuse du groupe, Cristina Scabbia.